# Koidu (Kaarma)
Koidu was een plaats in de Estlandse gemeente Kaarma, provincie Saaremaa. De plaats telde 21 inwoners (2011). In december 2014 ging de gemeente Kaarma op in de gemeente Lääne-Saare. Bij de gemeentelijke herindeling van oktober 2017 werd de plaats bij het dorp Suur-Randvere gevoegd, in de fusiegemeente Saaremaa.

## Geschiedens
Koidu ontstond in de vroege jaren twintig van de 20e eeuw als nederzetting op het landgoed van Randvere (nu Suur-Randvere). In 1923 stond Koidu bekend als ‘nederzetting Randvere’ (Randvere asundus), vanaf 1938 als ‘dorp Koidu’ (Koidu küla). In 1977 werd het dorp bij (Suur-)Randvere gevoegd, in 1997 werd het weer zelfstandig, maar in 2017 kwam het opnieuw onder Suur-Randvere.